# Карл Карстенс
Карл Карстенс (на немски: Karl Carstens) е немски политик и 5-и Бундеспрезидент на Германия.

## Биография

#### Ранен живот и образование
Роден в Бремен, Карстенс учи право и политически науки в университетите на Франкфурт, Дижон, Мюнхен, Кьонигсберг и Хамбург от 1933 до 1936 година. През 1938 година помовира и защитава докторска степен на юридическите науки.
Карстенс се присъединява към Националсоциалистическа германска работническа партия през 1940 година. Това е направено, за да избегне лошо отношение, докато е чиновник по право. Карстенс обаче и преди това се е включил в Нацистката парламентарна организация (SA) през 1933.
От 1939 до 1945 година участва във Втората световна война като лейтенант, достигайки втори лейтенант, на противовъздушна артилерийска единица. След това той работи като адвокат в Бремен, а през 1955 се присъединява към ХДС (Християно-демократически съюз).
През 1960 година той е назначен и като професор по публично и интернационално право в Университета в Кьолн.

#### Политическа кариера
От 1960 до декември 1966 година Карстенс е държавен секретар в министерството на външните работи, а от 1968 до 1969 в министерството на отбраната на ФРГ, а след 1968 като ръководител на канцлерската служба. През 1972 година Карстенс първо е избран за депутат в Бундестага, на когото е член до 1979. От май 1973 до октомври 1976 той е председател на парламентарната група ХДС. Също е известен с това, че денонсира писателя Хайнрих Бьол като поддръжник на тероризъма.
На 14 декември 1976 година, след изборите спечелени от ХДС/ХСС, Карстенс е избран за президент на Бундестага.
На 23 май 1979 година Карстенс е избран за пети Бундеспрезидент на Федерална република Германия. Карл Карстенс е известен и със своите обиколки на Германия, с цел намаляване на голямата празнина между политиката и народа.
През 1984 година той решава да не се опитва да спечели втори мандат заради своята преклонна възраст и напуска поста си на 30 юни 1984 година. Той умира на 30 май 1992 година.

#### Официални посещения
| Година | Месец              | Страна                              |
| ------ | ------------------ | ----------------------------------- |
| 1980   | април/май          | Ирландия                            |
|        | юли                | Португалия                          |
| 1981   | януари             | Австрия                             |
|        | март               | Индия                               |
|        | юли                | Великобритания                      |
|        | септември/октомври | Испания                             |
|        | октомври           | Белгия (ЕО и НАТО), Египет, Румъния |
| 1982   | февруари           | Гърция                              |
|        | април              | Бразилия, Ямайка                    |
|        | май                | Дания                               |
|        | август             | Швейцария                           |
|        | октомври           | Китай, Италия, Ватикан              |
| 1983   | септември          | Югославия                           |
|        | октомври           | САЩ, Франция                        |
|        | ноември            | Бряг на слоновата кост, Нигер       |
| 1984   | февруари/март      | Индонезия, Тайланд                  |